# Правда (Кормянский район)
Правда (бел. Праўда) — деревня в Боровобудском сельсовете Кормянского района Гомельской области Белоруссии.

## География

### Расположение
В 7 км на северо-запад от Кормы, в 50 км от железнодорожной станции Рогачёв (на линии Могилёв — Жлобин), в 117 км от Гомеля.

### Гидрография
На реке Горна (приток реки Сож).

## Транспортная сеть
Рядом автодорога Корма — Зелёная Поляна. Застройка деревянная усадебного типа.

## История
Основан в 1920-х годах переселенцами из соседних деревень на бывших помещичьих землях. В 1931 году жители вступили в колхоз. Во время Великой Отечественной войны в октябре 1943 года немецкие оккупанты сожгли 88 дворов и убили 6 жителей. Согласно переписи 1959 года в составе совхоза имени В. И. Чапаева (центр — деревня Боровая Буда).
Ранее населённый пункт находился в составе Струкачёвского сельсовета.

## Население

### Численность
- 2004 год — 5 хозяйств, 10 жителей.

### Динамика
- 1940 год — 92 двора, 281 житель.
- 1959 год — 139 жителей (согласно переписи).
- 2004 год — 5 хозяйств, 10 жителей.